# 이케르 무니아인
이케르 무니아인 고니(Iker Muniain Goñi, 1992년 12월19일 ~ )는 스페인의 축구 선수이다. 아르헨티나 프리메라 디비시온의 산로렌소 소속이며 주로 왼쪽 윙어를 맡고 있다.

## 수상

### 클럽
- UEFA 유로파리그: 준우승 2011-12
- 코파 델 레이: 준우승 2011-12

### 국가대표팀
스페인 U-21
- UEFA U-21 축구 선수권 대회: 2011, 2013

스페인 U-19
- UEFA U-19 축구 선수권 대회: 준우승 2010

스페인 U-17
- FIFA U-17 월드컵: 3위 2009

### 개인
- 프리메라리가 올해의 신인상: 2010-11